# Neuseeländische Cricket-Nationalmannschaft in Pakistan in der Saison 2003/04
Die Tour der neuseeländischen Cricket-Nationalmannschaft nach Pakistan in der Saison 2003/04 fand vom 29. November bis zum 7. Dezember 2003 statt. Die internationale Cricket-Tour war Bestandteil der Internationalen Cricket-Saison 2003/04 und umfasste fünf ODIs. Pakistan gewann die Serie 5–0.

## Vorgeschichte
Pakistan spielte zuvor eine Tour gegen Südafrika, Neuseeland ein Drei-Nationen-Turnier in Indien.
Das letzte Aufeinandertreffen der beiden Mannschaften bei einer Tour fand in der Saison 2002 in Pakistan statt.

## Stadien
Die folgenden Stadien wurden für die Tour als Austragungsort vorgesehen und am 18. November 2003 bekanntgegeben.
| Stadion                    | Stadt      | Kapazität | Spiele      |
| -------------------------- | ---------- | --------- | ----------- |
| Iqbal Stadium              | Faisalabad | 18.000    | 3. ODI      |
| Gaddafi Stadium            | Lahore     | 60.000    | 1. & 2. ODI |
| Rawalpindi Cricket Stadium | Rawalpindi | 25.000    | 4. & 5. ODI |

## Kaderlisten
Neuseeland benannte seinen Kader am 21. November 2003.
Pakistan benannte seinen Kader am 21. November 2003.
| ODI | ODI |
| Pakistan | Neuseeland |
| --- | --- |
| - Inzamam-ul-Haq (K) - Mohammad Yousuf (VK) - Abdul Razzaq - Azhar Mahmood - Danish Kaneria - Imran Farhat - Misbah-ul-Haq - Mohammad Sami - Moin Khan (wk) - Saleem Elahi - Shabbir Ahmed - Shoaib Akhtar - Shoaib Malik - Umar Gul - Yasir Hameed | - Chris Cairns (K) - Tama Canning - Craig Cumming - Chris Harris - Paul Hitchcock - Richard Jones - Brendon McCullum (wk) - Hamish Marshall - Michael Mason - Jacob Oram - Mathew Sinclair - Daryl Tuffey - Daniel Vettori - Matthew Walker - Kerry Walmsley |

## One-Day Internationals

### Erstes ODI in Lahore
| 29. November Scorecard | Lahore | Neuseeland 291-5 (50)          | – | Pakistan 292-7 (48) |
|                        |        | Pakistan gewinnt mit 3 Wickets |   |                     |

### Zweites ODI in Lahore
| 1. Dezember Scorecard | Lahore | Pakistan 281-6 (50)           | – | Neuseeland 157 (38.5) |
|                       |        | Pakistan gewinnt mit 124 Runs |   |                       |

### Drittes ODI in Faisalabad
| 3. Dezember Scorecard | Faisalabad | Pakistan 314-7 (50)          | – | Neuseeland 263-7 (50) |
|                       |            | Pakistan gewinnt mit 51 Runs |   |                       |

### Viertes ODI in Rawalpindi
| 5. Dezember Scorecard | Rawalpindi | Neuseeland 183 (47.5)          | – | Pakistan 184-3 (41.2) |
|                       |            | Pakistan gewinnt mit 7 Wickets |   |                       |

### Fünftes ODI in Rawalpindi
| 7. Dezember Scorecard | Rawalpindi | Pakistan 277-4 (50)          | – | Neuseeland 228-6 (50) |
|                       |            | Pakistan gewinnt mit 49 Runs |   |                       |

## Statistiken
Die folgenden Cricketstatistiken wurden bei dieser Tour erzielt.
| ODIs            | ODIs       | ODIs    | ODIs    | ODIs    | ODIs    | ODIs    | ODIs    | ODIs    |
| Batting         | Batting    | Batting | Batting | Batting | Batting | Batting | Batting | Batting |
| Spieler         | Mannschaft | Spiele  | Innings | Runs    | Average | HS      | 100s    | 50s     |
| --------------- | ---------- | ------- | ------- | ------- | ------- | ------- | ------- | ------- |
| Yasir Hameed    | Pakistan   | 5       | 5       | 356     | 89,00   | 127*    | 1       | 4       |
| Imran Farhat    | Pakistan   | 5       | 5       | 348     | 69,60   | 107     | 1       | 3       |
| Hamish Marshall | Neuseeland | 5       | 5       | 243     | 81,00   | 101*    | 1       | 2       |
| Chris Cairns    | Neuseeland | 5       | 5       | 176     | 44,00   | 84*     | 0       | 1       |
| Richard Jones   | Neuseeland | 5       | 5       | 168     | 33,60   | 63      | 0       | 1       |
| Bowling         |            |         |         |         |         |         |         |         |
| Spieler         | Mannschaft | Spiele  | Overs   | Wickets | Average | BBI     | 5W      | 10W     |
| Mohammad Sami   | Pakistan   | 3       | 25.5    | 8       | 12,37   | 5/10    | 1       | 0       |
| Abdul Razzaq    | Pakistan   | 5       | 45      | 6       | 38,66   | 2/71    | 0       | 0       |
| Shoaib Akhtar   | Pakistan   | 3       | 25      | 5       | 17,80   | 3/23    | 0       | 0       |
| Daniel Vettori  | Neuseeland | 3       | 30      | 5       | 32,40   | 3/44    | 0       | 0       |
| Matthew Walker  | Neuseeland | 3       | 22      | 4       | 29,75   | 4/49    | 0       | 0       |
| Tama Canning    | Neuseeland | 3       | 24      | 4       | 30,75   | 2/30    | 0       | 0       |
| Shabbir Ahmed   | Pakistan   | 4       | 37      | 4       | 33,00   | 2/26    | 0       | 0       |
| Shoaib Malik    | Pakistan   | 5       | 48      | 4       | 55,25   | 2/46    | 0       | 0       |

## Player of the Match
Als Player of the Match wurden die folgenden Spieler ausgezeichnet.
| Spiel  | Player of the Match       |
| ------ | ------------------------- |
| 1. ODI | Abdul Razzaq              |
| 2. ODI | Mohammad Sami             |
| 3. ODI | Imran Farhat              |
| 4. ODI | Imran Farhat              |
| 5. ODI | Imran Farhat Yasir Hameed |